# Beatrice Chebet
Beatrice Chebet (Kericho, 5 de marzo de 2000) es una agente de policía y deportista keniana que compite en atletismo, especialista en las carreras de fondo y de campo a través; dos veces campeona olímpica en París 2024.

## Trayectoria
Participó en los Juegos Olímpicos de París 2024, obteniendo dos medallas de oro, en las pruebas de 5000 m y 10 000 m.
Ganó dos medallas en el Campeonato Mundial de Atletismo, en los años 2022 y 2023, una medalla de oro en el Campeonato Mundial de Atletismo en Ruta de 2023 y una medalla de oro en el Campeonato Africano de Atletismo de 2022. Además, obtuvo cuatro medallas en el Campeonato Mundial de Campo a Través, en los años 2023 y 2024.
En la Liga de Diamante ganó la Final de la Liga en dos ocasiones (2022 y 2024) y consiguió doce victorias en total: una en 2021 y en 2022, tres en 2023 y en 2024 y cuatro en 2025.
En mayo de 2024 estableció una nueva plusmarca mundial de los 10 000 m con un registro de 28:54,14, siendo la primera mujer en bajar de los 29 minutos en esa distancia, y en julio de 2025 batió el récord mundial de los 5000 m (13:58,06), convirtiéndose asimismo en la primera mujer en correr esa distancia por debajo de los 14 minutos. Por otra parte, en diciembre de 2024 estableció el récord mundial de los 5 km en ruta (13:54).
Por su doble triunfo olímpico, en 2025 fue nombrada «Deportista femenina del año» en los Premios a la Personalidad Deportiva del Año en su país.

## Palmarés internacional
| Juegos Olímpicos           | Juegos Olímpicos        | Juegos Olímpicos  | Juegos Olímpicos |
| Año                        | Lugar                   | Medalla           | Prueba           |
| -------------------------- | ----------------------- | ----------------- | ---------------- |
| 2024                       | París (Francia)         | Medalla de oro    | 5000 m           |
| 2024                       | París (Francia)         | Medalla de oro    | 10 000 m         |
| Campeonato Mundial         |                         |                   |                  |
| Año                        | Lugar                   | Medalla           | Prueba           |
| 2022                       | Eugene (Estados Unidos) | Medalla de plata  | 5000 m           |
| 2023                       | Budapest (Hungría)      | Medalla de bronce | 5000 m           |
| Campeonato Mundial en Ruta |                         |                   |                  |
| Año                        | Lugar                   | Medalla           | Prueba           |
| 2023                       | Riga (Letonia)          | Medalla de oro    | 5 km             |
| Campeonato Africano        |                         |                   |                  |
| Año                        | Lugar                   | Medalla           | Prueba           |
| 2022                       | Port Louis (Mauricio)   | Medalla de oro    | 5000 m           |

| Campeonato Mundial | Campeonato Mundial   | Campeonato Mundial | Campeonato Mundial |
| Año                | Lugar                | Medalla            | Prueba             |
| ------------------ | -------------------- | ------------------ | ------------------ |
| 2023               | Bathurst (Australia) | Medalla de oro     | Individual         |
| 2023               | Bathurst (Australia) | Medalla de oro     | Equipo             |
| 2024               | Belgrado (Serbia)    | Medalla de oro     | Individual         |
| 2024               | Belgrado (Serbia)    | Medalla de oro     | Equipo             |